# Innovation Norway
Innovation Norway (Innovasjon Norge AS, norweskie innowacje) – jest powołaną w 2004 państwową firmą promocji norweskiego handlu, turystyki i wynalazków, zastępując cztery dotychczas istniejące organizacje pozarządowe:
- Norweska Izba Turystyki (Norges Turistråd, Norwegian Tourist Board)
- Norweska Rada ds. Handlu (Norges Eksportråd, Norwegian Trade Council)
- Państwowy Fundusz Rozwoju Przemysłowego i Regionalnego (Statens nærings- og distriktsutviklingsfond – SND, Norwegian Industrial and Regional Development Fund)
- Państwowy Urząd Konsultacyjny ds Wynalazców (Statens veiledningskontor for oppfinnere – SVO, Government Consultative Office for Inventors)

Właścicielem Innovation Norway jest Ministerstwo Handlu i Rozwoju (51%) oraz powiaty (49%). Biura znajdują się we wszystkich okręgach Norwegii oraz w ponad 30 krajach na całym świecie.
Dotychczasowe adresy przedstawicielstwa Norweskiej Rady ds. Handlu w Warszawie – ul. Srebrna 16 (2001), Innovation Norway – ul. Chmielna 85-87 (2003-).

## Zobacz też

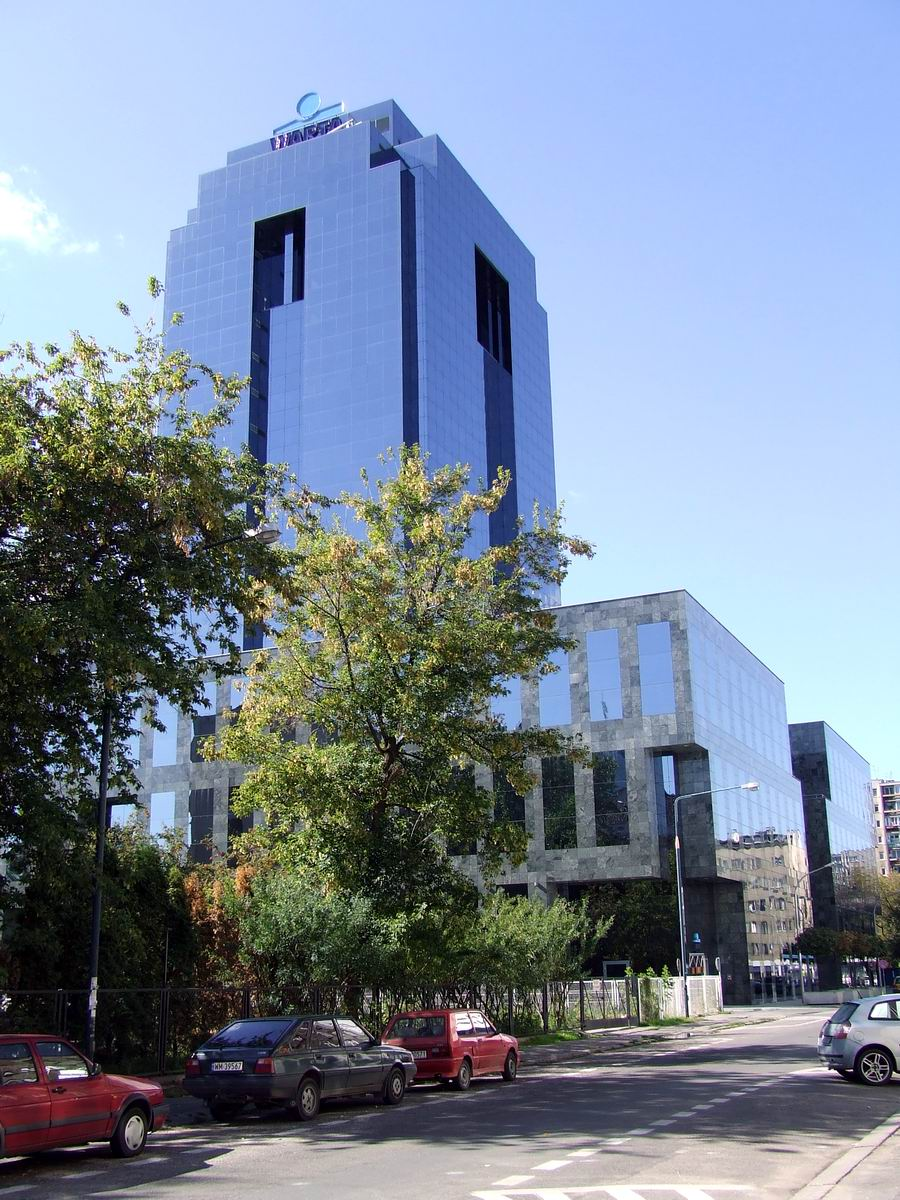
Przedstawicielstwo Innovasjon Norge AS w Warta Tower w Warszawie